# Ectopleura xuxuanii
Ectopleura xuxuanii is een hydroïdpoliep uit de familie Tubulariidae. De poliep komt uit het geslacht Ectopleura. Ectopleura xuxuanii werd in 2007 voor het eerst wetenschappelijk beschreven door Xu, Huang & Guo. 